# Skyshield

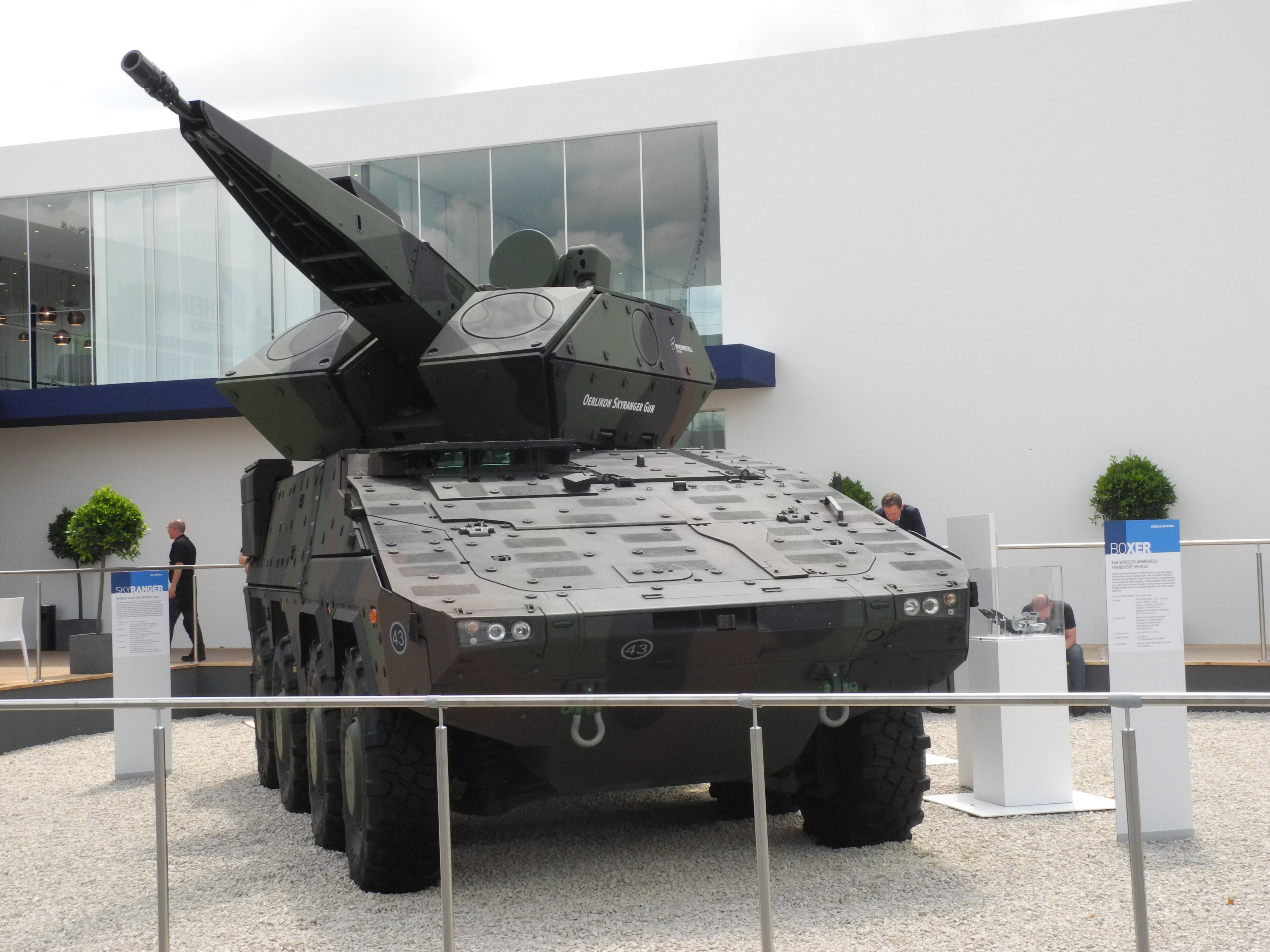
O sistema Skyshield montado em um veículo Boxer MRAV.

O Skyshield é um sistema de defesa anti-aérea de curto alcance desenvolvido pela empresa Rheinmetall da Alemanha. É usado para interceptar aeronaves e mísseis.

## Operadores
- Alemanha - Exército Alemão